# Чобеноая
Чобеноая (рум. Ciobănoaia) — село у повіті Бузеу в Румунії. Входить до складу комуни Мерей.
Село розташоване на відстані 93 км на північний схід від Бухареста, 10 км на захід від Бузеу, 108 км на захід від Галаца, 101 км на південний схід від Брашова.

## Населення
За даними перепису населення 2002 року у селі проживали 173 особи, усі — румуни. Усі жителі села рідною мовою назвали румунську.